# Mientras quede por decir una palabra
Mientras quede por decir una palabra es la décima canción de la banda española La Oreja de Van Gogh, perteneciente a su sexto álbum de estudio titulado Cometas por el cielo.

## Acerca de la canción
El grupo: "Esta canción la comenzamos a grabar un día después de cenar. Fue una de esas noches que, por la razón que fuera, había un ambiente especial en el estudio. La voz de Leire y el piano de Xabi se habían citado esa noche para declararse el amor incondicional del que habla la canción. Se encontraron, se miraron, se acercaron, se besaron y todos fuimos testigos de la historia de amor entre una voz y un piano una noche de verano del 2011, que siempre recordaremos mientras nos quede por decir una palabra".
- Datos: Q6013689